# Cycle (littérature)
Pour les articles homonymes, voir Cycle.
Ne doit pas être confondu avec suite romanesque.

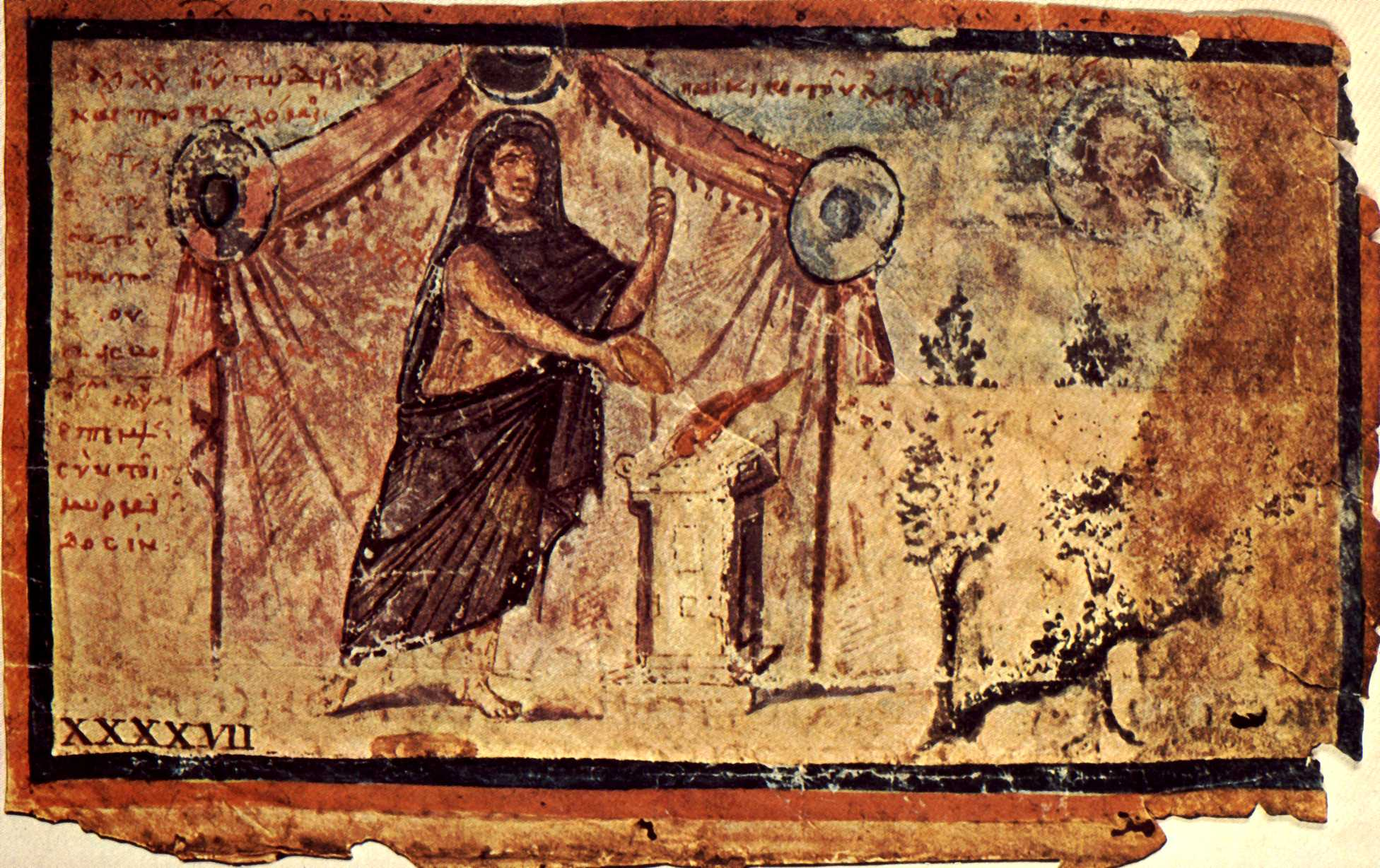
Image tirée de l'Iliade ambrosienne, Achille dédiant un sacrifice à Zeus.

Un cycle en littérature désigne un ensemble d'œuvres ou de récits portant sur la même trame, un même thème, un même contexte, un même fait, un même personnage, une même famille, rédigées le plus souvent selon un même style d'écriture, mais non nécessairement écrites par un même auteur. 

## Formes
- Un cycle épique désigne par exemple un ensemble d'épopées (antiques — comme le cycle troyen — ou médiévales — comme le cycle arthurien).
- Sont des formes littéraires assimilables à des cycles:
  - La geste héroïque de la mythologie ;
  - la chanson de geste médiévale ;
  - la Saga.

Selon le nombre d'éléments inclus, le cycle peut être aussi désigné par l'un des termes suivants :
- usage courant: la trilogie (3), la tétralogie (4), .
- usage plus rare : la monologie (1), la dilogie (2), la pentalogie (5), l'hexalogie (6), l'heptalogie (7), l'octalogie (8), l'ennéalogie (9), la décalogie (10), l'hendécalogie (11), la dodécalogie (12), la trikaidécalogie (13), l'icosalogie (20), l'icosikaitétralogie (24), la triacontalogie (30).

Les poètes cycliques sont des poètes grecs dont les ouvrages embrassent pour ainsi dire dans un cercle l'histoire de tous les faits qui se rapportent à Troie.

## Exemples de cycles littéraires célèbres
- Le Cycle carolingien
- Honoré de Balzac, La Comédie humaine, 137 volumes[1] (1831-1854).
- Émile Zola, Les Rougon-Macquart, 20 volumes (1871-1893).
- Marcel Proust, À la recherche du temps perdu, 7 volumes.
- Jean Giono, Le cycle du Hussard, 7 volumes. Le cycle du Hussard est un exemple de cycle littéraire dont le projet a été avorté ; il s'inscrit en conséquence sous le signe du lacunaire.